# Douglas megye (Georgia)
Douglas megye az Amerikai Egyesült Államokban, azon belül Georgia államban található. Megyeszékhelye és legnagyobb városa Douglasville. Lakosainak száma 144 237 fő (2020. április 1.). Douglas megye Paulding, Fulton, Carroll és Cobb megyékkel határos.

## Népesség
A megye népességének változása:
| Lakosok száma | 132 624 | 133 180 | 133 957 | 136 379 | 140 733 | 144 237 |
|               | 2010    | 2011    | 2012    | 2013    | 2015    | 2020    |